# Marbre de Rance
Le Rouge belge ne doit pas être confondu avec la Rouge de Belgique, une racine bovine belge.

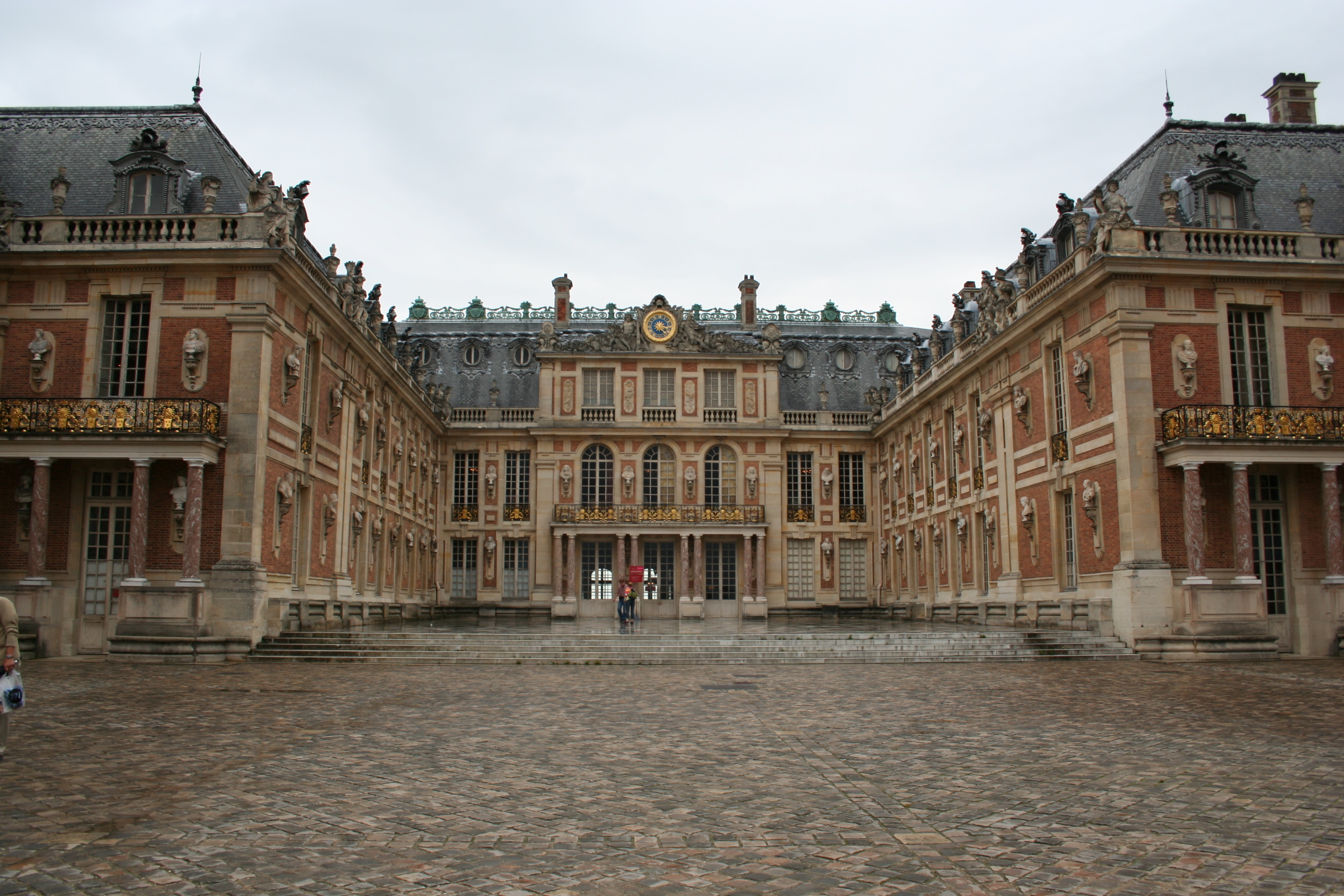
Colonnes de Rance sur la façade du palais de Versailles.

Le marbre de Rance (également appelé Rouge de Rance, Rouge de Flandres, marbre rouge des Flandres, ou Rouge belge) est une variété de marbre de couleur rouge, rayé de veines grises et de taches blanches et bleuâtres. Exploité dès le XVIe siècle dans la région de Rance, dans le Hainaut (Belgique), il obtint une grande renommée surtout grâce à l’usage intensif qui en fut fait lors de la décoration du château de Versailles où on le trouve utilisé à profusion tant en dallages, placages, qu'en pilastres, comme dans la Galerie des Glaces, pour la confection de colonnes, d'escaliers et de cheminées monumentales. Ces éléments étaient réalisés en marbres de provenances diverses, en grandes quantités des provinces septentrionales appelées Flandres, d'où l'origine des qualificatifs erronés de « Rouge de Flandres » ou « marbre rouge des Flandres ».
Pétrographiquement parlant, il s'agit d'un calcaire récifal exploité dans les Ardennes. Le rouge de Rance n'est pas un marbre au sens géologique du terme car il ne s'agit pas d'une roche métamorphique ayant été soumise à haute température à la suite d'un enfouissement à très grande profondeur ou au contact avec une roche ignée intrusive. Le terme "marbre" se réfère ici à une simple roche calcaire prenant un beau poli et utilisée comme pierre ornementale.
La composition minéralogique du rouge de Rance est de 90-97 % (massique) de calcite (CaCO3) accompagnée de traces de quartz (SiO2), de dolomite (CaMg(CO3)2), et de minéraux ferrugineux.
Sa renommée était telle que la moitié de la population locale rançoise travaillait dans les carrières ou les nombreux ateliers au milieu du XIXe siècle. L'étude du registre d'une marbrerie de Rance a permis de réaliser une analyse du nombre d'heures de travail et de la rémunération des ouvrières polissant le marbre dans le dernier tiers du XIXe siècle.

## Utilisation

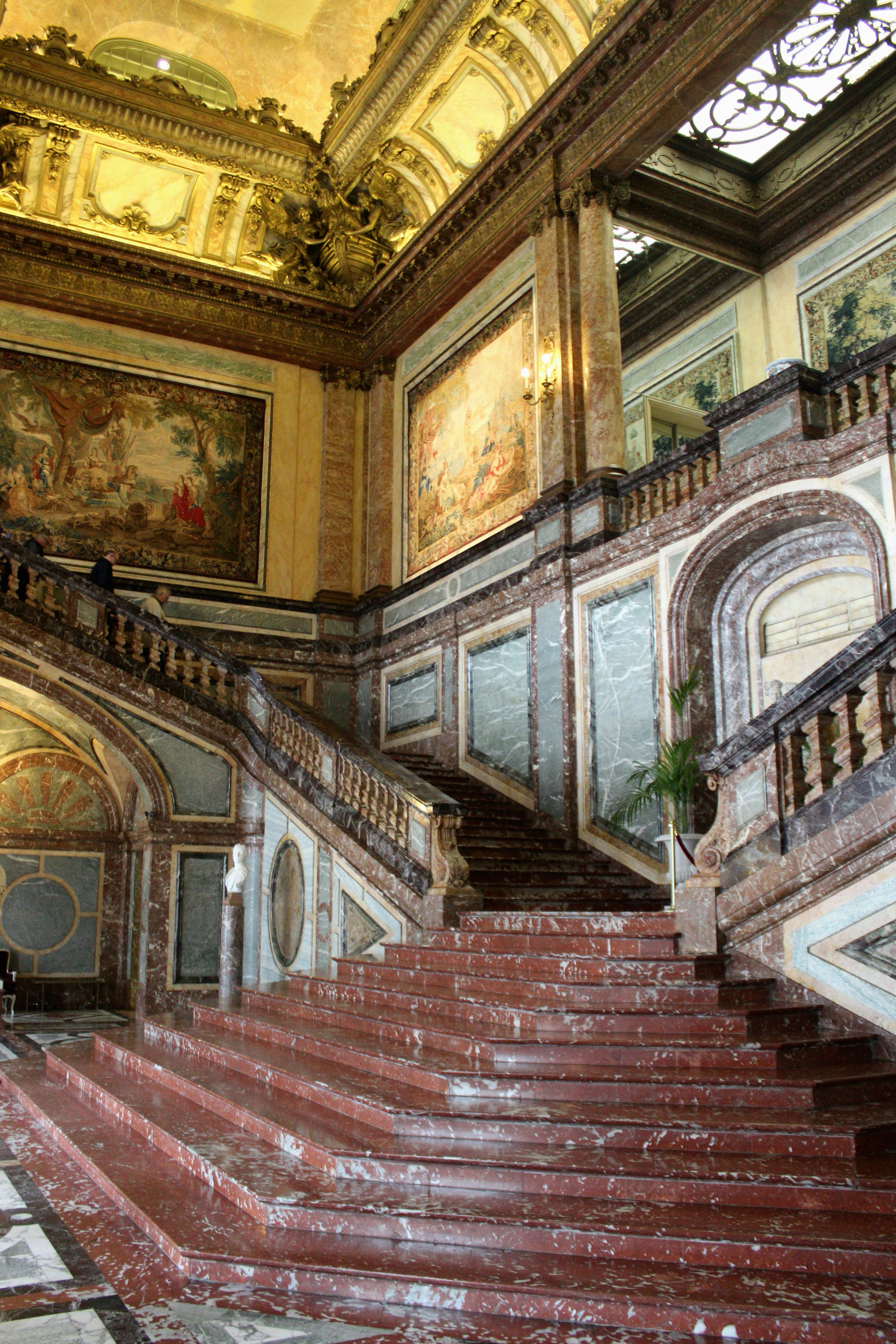
Le Grand escalier du Palais d'Egmont à Bruxelles est fait du marbre rouge de Rance

Un texte de 1608 montre que le marbre rouge de Rance est déjà bien connu loin de son lieu d’origine : « laquelle pierre est fort recherchée de toute part, et par spéciale de la ville de Bruxelles et Anvers, d’où icelle passe plus outre tant pour le roy de Danemark que autres princes et Seigneurs voisins ». Un traité d’architecture de 1606, par d’Arviller, y fait également allusion.
- Plusieurs sépultures royales se trouvant dans la cathédrale de Roskilde, au Danemark, (en particulier dans la chapelle du roi Christian IV) sont réalisées en 1591 avec des marbres rouges de Rance et de la région.

- L’église Saint-Charles-Borromée d'Anvers, construite de 1615 à 1621 comme église Saint-Ignace, desservant la maison professe des jésuites d’Anvers, utilise beaucoup le marbre rouge de Rance. Peu après, en 1617, Pierre Paul Rubens (qui avait participé au projet de l’église) choisit le même marbre de Rance pour les travaux d’extension de sa maison achetée en 1610.
- Plus que tout autre, les lettres de noblesse du marbre rouge de Rance lui viennent de l’utilisation extensive qui en est faite pour la décoration du château de Versailles, surtout durant la seconde phase de construction (1668-1670). La demande est alors si pressante qu’une route est tracée à travers la forêt, entre Renlies et Cousolre pour acheminer plus rapidement les colonnes de marbre vers Paris et Versailles. Les colonnes de la façade, les pilastres de la galerie des glaces, et bon nombre de manteaux de cheminées du palais viennent de Rance.
- Des œuvres ou décorations en marbre de Rance se trouvent également à la chartreuse de Pavie, dans la cathédrale d'Amiens, comme dans de nombreuses églises (Saint-Sulpice, Saint-Louis-en-l'île, Saint-Séverin, etc) et hôtels particuliers de Paris : les cheminées monumentales de style Renaissance sont une spécialité des marbriers de Rance.
- Le Royal Exchange de Londres est abrité dans un bâtiment qui utilise le marbre de Rance.
- En Belgique, on retrouve notamment ce marbre rouge au Palais d'Egmont, utilisé pour le Grand escalier et les colonnes de la décoration intérieure.
- À Québec, les murs du rez-de-chaussée de la Bibliothèque de l'Assemblée nationale du Québec (édifice Pamphile-Le May), sont parés de la variété « Rouge royal » du marbre de Rance[4].

## Pendulières
Au XIXe siècle, les marbriers de Rance créent des modèles de boîte à pendules entièrement en marbre. La première marbrerie pendulière s'installe à Rance vers 1850. Le succès est grand. Les belles demeures du second Empire sont très friandes de ces pendules élégantes et raffinées.

## Galerie

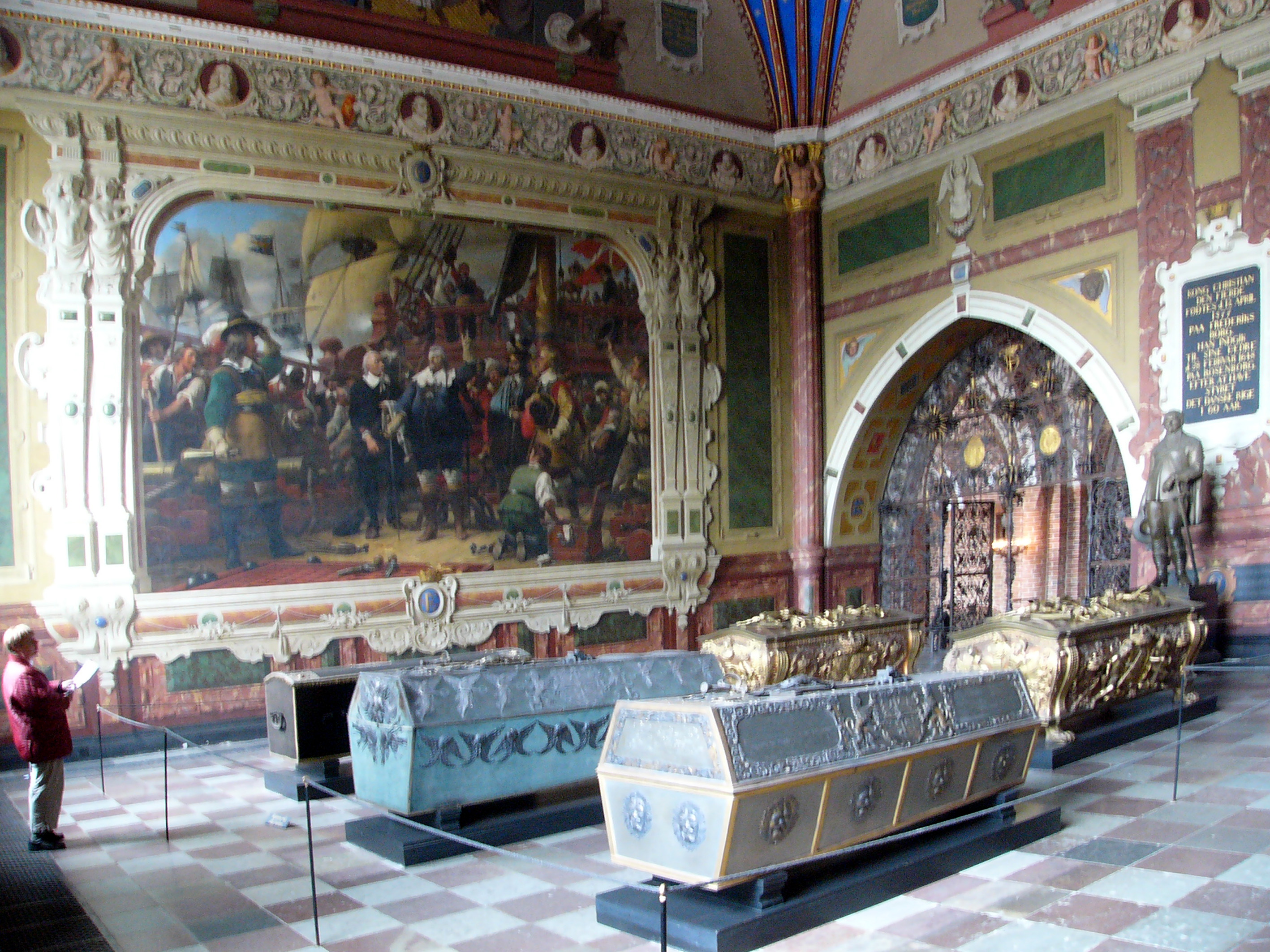
Chapelle de Christian IV, mortuaire à Roskilde.
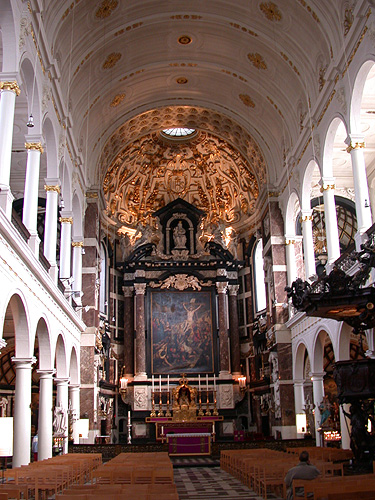
Intérieur de l'église Saint-Charles, à Anvers.
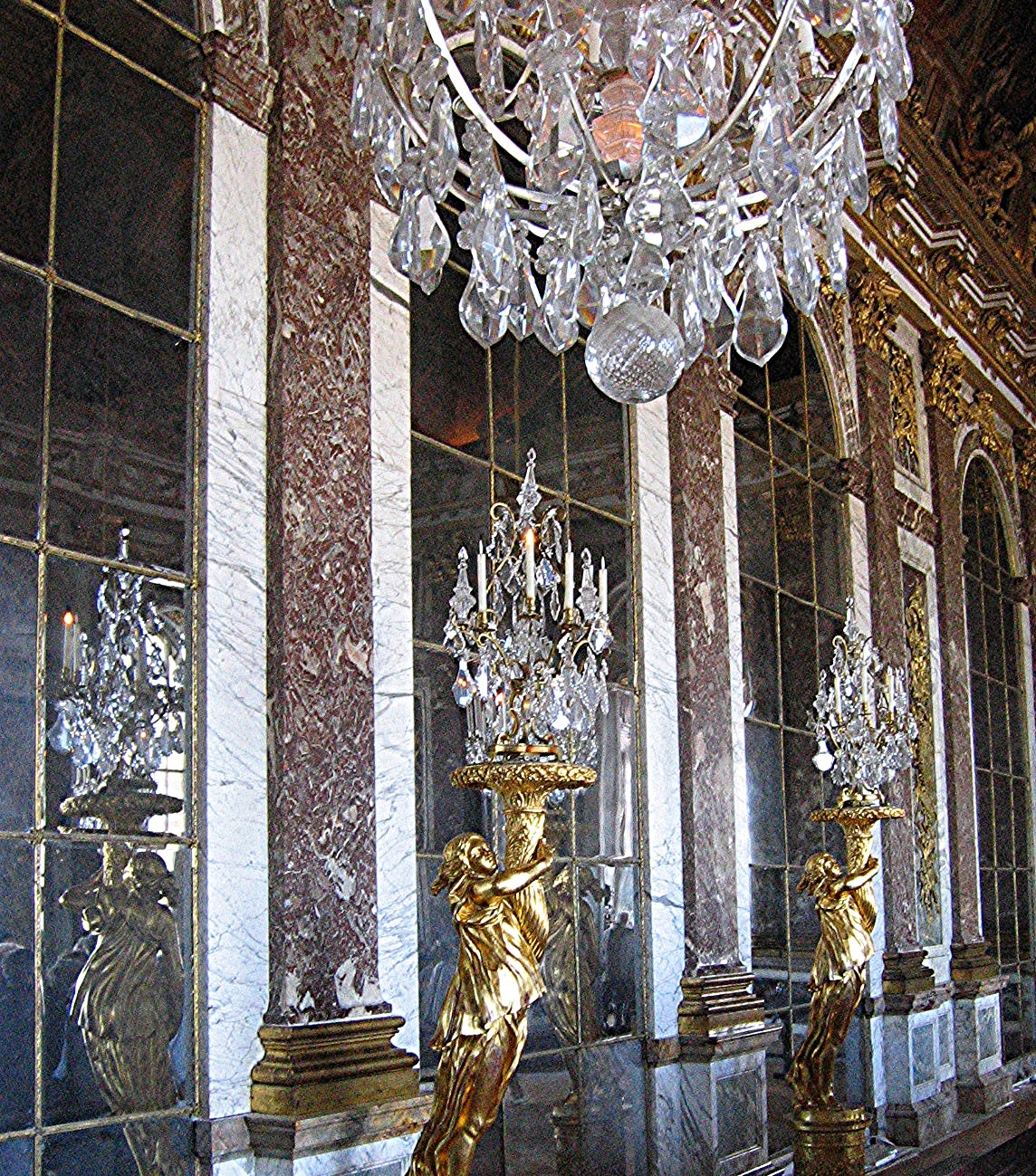
Galerie des glaces, à Versailles.